# Legionnaire
Legionnaire (bra: Legionário; prt: A Legião dos Duros) é um filme de aventura da Legião Estrangeira Francesa de 1998 dirigido por Peter MacDonald e estrelado por Jean-Claude Van Damme. O elenco inclui Adewale Akinnuoye-Agbaje, Daniel Caltagirone, Nicholas Farrell e Steven Berkoff. Foi filmado em Tânger e Ouarzazate, no Marrocos.
Considerado um clássico da Legião Estrangeira, o filme rendeu US$ 35 milhões. O filme se passa na Guerra do Rife contra o líder bérbere Abd El-Krim. Além da cena inicial de boxe existe uma cena de artes marciais entre os legionários. Steven Berkoff é o sargento que diz a famosa frase: “Sugiro que guardem uma última bala no bolso, não para o inimigo, mas para vocês mesmos.”

## Sinopse
Quando o ambicioso boxeador Alain Lefèvre se recusa a aceitar o suborno de um mafioso, ele acaba com a cabeça a prêmio. Homem marcado, Lefèvre refugia-se alistando-se na Legião Estrangeira Francesa com o sobrenome falso Duchamp. Depois de viajar para um remoto posto avançado no Marrocos, Lefèvre e seu regimento sofrem repetidos ataques nas mãos do exército rebelde rifenho. Enquanto luta para sobreviver ao seu tempo de serviço como legionário, Lefèvre sonha em retornar à França para encontrar sua amada, Katrina.

## Elenco
Segue abaixo o quadro de elenco.
| Ator                     | Personagem                        | Detalhes                                      |
| ------------------------ | --------------------------------- | --------------------------------------------- |
| Jean-Claude Van Damme    | Alain Lefèvre                     | Boxeador francês, nom de guerre Alain Duchamp |
| Adewale Akinnuoye-Agbaje | Luther                            | Legionário americano                          |
| Steven Berkoff           | Sargento Steinkampf               | Sargento da companhia                         |
| Nicholas Farrell         | Mackintosh                        | Legionário inglês                             |
| Jim Carter               | Lucien Galgani                    | Chefe mafioso                                 |
| Ana Sofrenović           | Katrina                           | Amante de Galgani e Alain                     |
| Daniel Caltagirone       | Guido Rosetti                     | Legionário italiano                           |
| Joseph Long              | Maxim                             |                                               |
| Mario Kalli              | René Galgani                      | Mafioso                                       |
| Joe Montana              | Julot                             | Boxeador mafioso                              |
| Kim Romer                | Capitão Rousselot                 |                                               |
| Anders Peter Bro         | Tenente Charlier                  |                                               |
| Paul Kynman              | Rolf Bruner                       | Legionário alemão                             |
| Vincent Pickering        | Viktor                            | Mafioso                                       |
| Takis Triggelis          | Cabo Metz                         |                                               |
| Tom Delmar               | Cabo Legros                       |                                               |
| Kamel Krifa              | Mohamed Ibn Abdelkrim El-Khattabi | Chefe tribal inspirado em Abd El-Krim         |
| David Hayman             | Sargento recrutador               |                                               |
| Rob Kaman                | Glock                             |                                               |
| Derek Lea                | Gendarme #1                       |                                               |
| Andy Smart               | Gendarme #2                       |                                               |
| Pilly de Vicente         | Cantora                           | Canta Parlez-moi d'amour no bordel            |
| Kelli Shaughnessy        | Ivonne                            |                                               |
| Amrani Hanfine           | Paulette                          |                                               |
| Charles Wood             | Sentinela no posto de vigia       |                                               |
| Emma Boardman            | Dançarina de Cancan               |                                               |
| Chloe Treend             | Dançarina de Cancan               |                                               |
| Colin Goodwin            | Soldado                           |                                               |
| Annette McLaughlin       | Gângster                          |                                               |
| Philip Murphy            | Motorista do exército             |                                               |
| Nosher Powell            | Soldado                           |                                               |

## Música
O filme tem grande atenção à precisão histórica, com armamentos, uniformes e roupas da época. O filme se passa em 1925, e além da música original composta por John Altman, diversas canções dos anos 1920 estão presentes no filme. No clube do mafioso Galgani (Jim Carter) ocorre uma apresentação de Cancã, trecho da ópera Orphée aux enfers escrita por Jacques Offenbach. Em um bordel no Marrocos, a canção Parlez-moi d'amour, que serve de música tema do filme, leva o personagem de Van Damme às lágrimas; escrita por Jean Lenoir, foi interpretada por Pilly de Vicente. A canção Mon légionnaire, frequentemente gravada em 1936, é cantada nos créditos finais por Ute Lemper.

## Produção
A ideia para o filme Legionnaire nasceu de uma interação entre o ator Sylvester Stallone e o diretor Sheldon Lettich. O roteiro da Legião Estrangeira Francesa que Sheldon escreveu para Stallone aconteceria no período contemporâneo e tratava de dois americanos que se juntaram à Legião Estrangeira por brincadeira; uma ideia que Stallone teve por conta própria. O roteiro que Sheldon queria escrever, no entanto, situava-se na era clássica da Legião, no final do século XIX e início do século XX, e seria usado com Jean-Claude Van Damme em Legionnaire. A discussão de um filme da Legião Estrangeira Francesa para Van Damme começou já na época em que os dois se conheceram, por coincidência bem na época em que Sheldon estava trabalhando no roteiro de Stallone. Ironicamente, ele e Jean-Claude acabaram fazendo uma história contemporânea da Legião Estrangeira com Lionheart, onde o belga interpreta um legionário que deserta na África para ajudar sua família nos Estados Unidos.
Apesar de ser um filme de artes marciais, esse foi um tipo de papel muito diferente para Van Damme quando comparado a outros filmes do gênero que ele fez, como O Grande Dragão Branco, colocando o protagonista lutador em uma posição mais emotiva. Mesmo depois de Lionheart, Sheldon continuou atrás de Van Damme com a noção que tinha sobre uma história clássica da Legião Estrangeira, o qual ambos concordaram que seria o papel perfeito para ele. Por volta de 1992, Jean-Claude foi contratado para o filme Street Fighter, da Capcom. Ed Pressman foi contratado pela Capcom para produzir o filme, a qual também contratou a Universal Pictures para distribui-lo mundialmente. Depois de conhecer Van Damme e perceber o quanto ele era famoso mundialmente, Ed começou a pressionar Jean-Claude para um novo filme a ser produzido por ele. Pressman lhe indagou se havia algum roteiro no qual estivesse interessado e Van Damme contatou Sheldon Lettich; os dois concordaram que estava na hora do filme sobre a Legião Estrangeira.
Eles rapidamente criaram um enredo básico: O personagem de Jean-Claude, Alain Lefrève, seria um playboy bon-vivant, que inadvertidamente dá em cima da namorada de um mafioso implacável na Marselha dos anos 1920. Os mafiosos perseguem Alain querendo matá-lo e, para escapar, ele se alista na Legião Estrangeira Francesa. Com uma nova identidade e em segurança na África, Alain faz amizade com três colegas de países diferentes. Para caçá-lo, dois mafiosos se alistam na Legião e há uma grande batalha próximo ao fim do filme à la Beau Geste. Depois da batalha, Alain e um dos seus novos amigos voltam para Marselha e salvam a garota.
Eles apresentaram essa trama a Ed Pressman e seu associado de produção, Allesandro Camon, e rapidamente um acordo foi fechado. Sheldon foi contratado para co-escrever o roteiro com Jean-Claude e também para dirigir o filme. Em poucas semanas, ele começou a ler todos os livros que encontrou sobre a Legião Estrangeira Francesa. Muito mais tarde, ele trouxe seu amigo Boaz Yakin para reescrever o roteiro. Inicialmente, o filme deveria ser um épico até mudanças na equipe de produção.
Quando perguntado sobre o Legionnaire, o diretor Peter MacDonald respondeu:
O filme foi rodado no Marrocos e senti que fizemos um filme muito honesto. Fui a Paris e conheci dois verdadeiros legionários. Um deles estava na casa dos oitenta; ele era um homem maravilhoso, um dos mais interessantes que já conheci na minha vida. Aprendi o que era a Legião. Não era nada como eu já tinha visto antes. Todos eram iguais. Todos caminhavam pelo deserto com a mesma quantidade de comida e bebida. Não havia tratamento preferencial. Havia uma grande camaradagem entre todos eles. Tentei incluir tudo isso no filme e acho que conseguimos. Tínhamos um elenco muito bom e terminamos dentro do prazo. As atuações foram muito boas – é um filme do qual me orgulho.

## Lançamento
O filme foi lançado primeiro em VHS e depois em DVD e Blu-ray, com o lançamento especial 88 Films Blu-ray, limitado a 3.000 unidades e com estojo numerado. Esse Bu-ray exclusivo teve a imagem e o som remasterizados e possui vários recursos especiais, tais como entrevistas com os produtores, dublês e compositores; além de comentários em áudio. O conjunto vem com um livreto sobre a produção do filme intitulado The Sand and the Fury ("A areia e a fúria", em tradução livre) e um pôster A3.